# Кауфман, Алексей Михайлович
Алексей Миха́йлович Ка́уфман (Алексей Михайлович фон-Кауфман-Туркестанский, 1861—1934) — русский генерал от кавалерии, герой русско-японской войны, командир лейб-гвардии Гродненского гусарского полка.

## Биография
Православный. Из дворян Санкт-Петербургской губернии. Сын инженер-генерала Михаила Петровича Кауфмана и Елизаветы Петровны Принц. Младший брат Петр — государственный деятель, член Государственного совета, министр народного просвещения. Дядя, Константин Петрович Кауфман — инженер-генерал, завоеватель Средней Азии.
Окончил Пажеский корпус (1881), выпущен корнетом в Кавалергардский полк.
Чины: поручик (1885), штабс-ротмистр (1891), ротмистр (1895), полковник (1902), генерал-майор (за отличие, 1907), генерал-майор Свиты (1911), генерал-лейтенант (1911), генерал от кавалерии (1917).
Командовал эскадроном, затем дивизионом Кавалергардского полка. В 1898—1900 годах был прикомандирован к российскому посольству в Константинополе. Участвовал в Китайском походе 1900—1901 годов. В 1902—1904 занимал пост Оренбургского вице-губернатора.
Участвовал в русско-японской войне: командовал 4-м Сибирским казачьим полком (1905), был награждён Золотым оружием «За храбрость» (1906) и орденом Святого Георгия 4-й степени (1907)
За мужественную оборону Таугоуского перевала 13 февраля 1905 г., когда он во главе 8 спешен. сотен. и 4-го и 5-го Сибир. казач. полков выдержал 3 атаки японцев силой не менее 3 батальонов.
Командовал 51-м драгунским Черниговским (1905—?) и лейб-гвардии Гродненским гусарским (1907—1911) полками. С апреля 1911 числился по гвардейской кавалерии.
В Первую мировую войну командовал Уральской казачьей дивизией (1914—1917). В июле 1917 был произведён в генералы от кавалерии с увольнением от службы по болезни. Участвовал в Белом движении: состоял в распоряжении Главнокомандующего ВСЮР, находился в Русской армии барона Врангеля до Крымской эвакуации.
В эмиграции во Франции. В разные годы состоял председателем Гвардейского объединения, объединения лейб-гвардии Гродненского гусарского полка, Союза георгиевских кавалеров, Союза пажей, а также членом главного комитета Союза инвалидов и казначеем Союза ревнителей памяти Николая II.
Умер в 1934 году в Париже. Похоронен на кладбище Пер-Лашез.

## Награды
- Орден Святого Владимира 4-й ст. с мечами и бантом (1902);
- Орден Святого Станислава 2-й ст. с мечами (1904);
- Орден Святой Анны 2-й ст. с мечами (1904);
- Золотое оружие «За храбрость» (ВП 07.03.1906);
- Орден Святого Владимира 3-й ст. с мечами (1905);
- Орден Святого Георгия 4-й ст. (ВП 28.07.1907);
- Орден Святого Станислава 1-й ст. (1913).